# Berufsakademie Wilhelmshaven
Die staatlich anerkannte Berufsakademie Wilhelmshaven wurde 2018 gegründet und ist eine private Berufsakademie in der niedersächsischen Stadt Wilhelmshaven. Sie wird von Eva Maria Haarmann geleitet. Die Zahl der Studierenden liegt derzeit bei 192.

## Geschichte
Die Berufsakademie Wilhelmshaven wurde als eine besondere Einrichtung im tertiären Bildungsbereich im Sinne von § 1 Abs. 2 Niedersächsisches Berufsakademiegesetz zum Studienjahr 2018/19 gegründet. Träger der Berufsakademie ist die Gemeinnützige Gesellschaft zur Förderung des dualen Studiums und lebensbegleitender Bildung mbH, deren Gesellschafter die Wilhelmshavener Kinderhilfe (WiKi) gGmbH ist.

## Studienangebot
An der Berufsakademie Wilhelmshaven wird seit 2018 der duale Bachelor-Ausbildungsgang Soziale Arbeit angeboten. Dieser führt in sechs Semestern zum Bachelorabschluss und verleiht gleichzeitig die staatliche Anerkennung. Dabei besteht die Bachelor-Ausbildung aus einer praktischen Ausbildung in einem Praxispartnerbetrieb und einem mit der praktischen Ausbildung abgestimmten Studium an der Berufsakademie. Zudem wird seit Oktober 2022 ein Bachelor-Ausbildungsgang in Inklusiver Heilpädagogik angeboten.